# Jamison Green
Jamison « James » Green (né le 8 novembre 1948) est un chef de file du mouvement des droits transgenres.

## Militantisme
Green est connu pour son activité militante pour la protection juridique, l'accès médical, la sécurité, les droits civils et la dignité des personnes transgenres et transsexuelles. 
Il a publié plusieurs essais et articles, et écrit une colonne[pas clair] pour PlanetOut.com. Il est apparu dans huit films documentaires. 
Il préside le conseil d'administration de Gender Education and Advocacy, une organisation culturelle à but non lucratif, et intervient à la commission de la Transgender Law and Policy Institute et World Professional Association for Transgender Health (Association professionnelle mondiale pour la santé des personnes transgenres). Il est également membre du conseil d'administration de l'Equality Project et membre du conseil consultatif de la National Center for Transgender Equality. Il était président de FTM international de mars 1991 à août 1999, et membre du Human Rights Campaign Business Council jusqu'en 2007, date à laquelle il a démissionné par rapport à la position qu'avait l'association concernant l'inclusion des personnes transgenres de l'Employment Non-Discrimination Act.

## Becoming a Visible Man
Green a écrit Becoming a Visible Man, qui a reçu en 2004 le prix Sylvia Rivera pour le meilleur livre des Transgender Studies du Center for Lesbian and Gay Studies. Le livre combine deux volets : l'écriture autobiographique sur la transition de Green vivant en tant que lesbienne puis comme homme trans hétérosexuel, ainsi que des commentaires plus larges sur le statut des hommes trans dans la société. Il a également été finaliste en 2004 pour le Prix Lambda Literary.